# Paruromys dominator
Paruromys dominator е вид бозайник от семейство Мишкови (Muridae), единствен представител на род Paruromys.

## Разпространение
Видът е разпространен в Индонезия.